# Flynn Maria Bergmann
 (avril 2023).
Si vous disposez d'ouvrages ou d'articles de référence ou si vous connaissez des sites web de qualité traitant du thème abordé ici, merci de compléter l'article en donnant les références utiles à sa vérifiabilité et en les liant à la section « Notes et références ».
Pour les articles homonymes, voir Bergmann.
Flynn Maria Bergmann, né en 1969 à Lausanne, est un poète, sculpteur et plasticien vaudois.

## Biographie
Formé aux arts visuels aux États-Unis, Flynn Maria Bergmann est l'auteur d'un travail poétique mêlant notations quotidiennes, blason érotique et graffiti. Fortement marqué par son séjour américain, et par des écrivains et artistes tels que Charles Bukowski ou Jean-Michel Basquiat, il présente ce travail sous la forme d'installations, de collages de grands formats, de recueils poétiques et de livres d'artiste. Il enseigne à l'École d'art du Valais en Suisse.
Il est l’auteur entre autres d’un livre d’artiste paru chez art&fiction en 2007 intitulé Ashland Chicago, de Fleur bleue paru chez Navarino Éditions en 2008, et de Fiasco FM paru en 2013 chez art&fiction.

### Poésie
- Fleur Bleue, Navarino, 2008  (ISBN 978-2-9700453-5-9)
- Fiasco FM, art&fiction, 2013  (ISBN 978-2-940377-70-1)

### Récit
- Flynn Maria Bermann et Liliana Gassiot, Amor fati, Lausanne, art&fiction, 2019, 96 p. (ISBN 978-2-940570-79-9, présentation en ligne)[4]

### Livres d'artistes
- Ashland Chicago, (5 vol.), Lausanne, art&fiction, 2007  (ISBN 978-2-940377-13-8)
- Amen, in Mode de vie, art&fiction, 2010  (ISBN 978-2-940377-36-7)
- Flynn Maria Bermann, Flynnzine #1, Lausanne, art&fiction, 2018, 64 p.
- Flynn Maria Bermann, Flynnzine #2, Lausanne, art&fiction, 2020, 64 p. (ISBN 978-2-88964-003-4)Contributions de Alexandre Loye, Tennessee MacDougall
- Flynn Maria Bermann, Flynnzine #3, Lausanne, art&fiction, 2022, 64 p. (ISBN 978-2-88964-029-4)[5]Contributions de Christelle Kahla, Sophie Bouvier Ausländer

### Anthologies
- Poésie et travail : Une anthologie de poésies sur le travail et les métiers, (avec Alexander Bergmann), Éditions ESKA, 2006,  (ISBN 978-2-74720-946-5)

### Textes en revue et ouvrages collectifs
- « Poèmes choisis », in Bulletin de la Fondation C. F. Ramuz, 2007,  (ISSN 0426-7036)
- « Poèmes omnivores », in Dovble V no 5, visarte.vaud, art&fiction, 2010  (ISBN 978-2-940377-37-4)
- « Last Poems », in Dovble V no 7, visarte.vaud, art&fiction, 2014  (ISBN 978-2-940377-83-1)
- « Jane », in Motel 18, Le Locle, Éditions G d'Encre, 2015  (ISBN 978-2-940501-39-7)
- « Des gants pour écrire », « Conquer or die », « Mes boutons de manchette préférés »  in Dovble V, Sculptumes et costures, visarte.vaud, art&fiction, 2016  (ISBN 978-2-940570-13-3)
- Aloha, Lausanne, art&fiction, coll. « Re:Pacific », 2016, 7 p. (Contributions de Hubert Renard, Sarah Hildebrand, Alexandre Friederich, Manuel Perrin, Jérôme Meizoz, Marisa Cornejo, Gérard Genoud, Flynn Maria Bergmann, Alessandro Mercuri, Pascale Favre, Robert Ireland, Marcel Miracle, Pierre Escot, Philippe Fretz, Laurence Boissier, Pierre Loye, Claude-Hubert Tatot, Zabu Wahlen, Christian Pellet, Aymeric Vergnon d’Alançon, Noëlle Corboz, Julia Sørensen, Claudius Weber, Alexandre Loye, Stéphane Fretz, Jérôme Stettler)

## Expositions

### Personnelles (sélection)
- 2007 : Return to sender, une exposition organisée par le collectif donald, Lausanne
- 2008 : Les enveloppes, (avec François Weidmann), Galerie Davel 14, Cully
- 2011 : Try to remember to forget, Espace Abstract, Lausanne
- 2013 : Sans titre (avec Delphine Sandoz), Galerie ESF, Lausanne

### Collectives (sélection)
- 2009 : Rarissima : manuscrits et livres précieux de la BCU, Bibliothèque cantonale et universitaire, Lausanne
- 2010 : Mode de vie, Halle nord, Genève
- 2011 : Livres d'artistes, Maison Visinand, Montreux